# KNSTRN
KNSTRN (англ. Kinetochore localized astrin/SPAG5 binding protein) – білок, який кодується однойменним геном, розташованим у людей на 15-й хромосомі. Довжина поліпептидного ланцюга білка становить 316 амінокислот, а молекулярна маса — 35 438.
| 10         |  | 20         |  | 30         |  | 40         |  | 50         |
| ---------- |  | ---------- |  | ---------- |  | ---------- |  | ---------- |
| MAAPEAPPLD |  | RVFRTTWLST |  | ECDSHPLPPS |  | YRKFLFETQA |  | ADLAGGTTVA |
| AGNLLNESEK |  | DCGQDRRAPG |  | VQPCRLVTMT |  | SVVKTVYSLQ |  | PPSALSGGQP |
| ADTQTRATSK |  | SLLPVRSKEV |  | DVSKQLHSGG |  | PENDVTKITK |  | LRRENGQMKA |
| TDTATRRNVR |  | KGYKPLSKQK |  | SEEELKDKNQ |  | LLEAVNKQLH |  | QKLTETQGEL |
| KDLTQKVELL |  | EKFRDNCLAI |  | LESKGLDPAL |  | GSETLASRQE |  | STTDHMDSML |
| LLETLQEELK |  | LFNETAKKQM |  | EELQALKVKL |  | EMKEERVRFL |  | EQQTLCNNQV |
| NDLTTALKEM |  | EQLLEM     |  |            |  |            |  |            |

A: Аланін

C: Цистеїн

D: Аспарагінова кислота

E: Глутамінова кислота

F: Фенілаланін

G: Гліцин

H: Гістидин

I: Ізолейцин

K: Лізин

L: Лейцин

M: Метіонін

N: Аспарагін

P: Пролін

Q: Глутамін

R: Аргінін

S: Серин

T: Треонін

V: Валін

W: Триптофан

Кодований геном білок за функцією належить до фосфопротеїнів. 
Задіяний у таких біологічних процесах, як клітинний цикл, поділ клітини, мітоз, альтернативний сплайсинг. 
Локалізований у цитоплазмі, цитоскелеті, ядрі, хромосомах, центромерах, кінетохорі.